# Metanephrops armatus
Metanephrops armatus is een kreeftensoort uit de familie van de Nephropidae. De wetenschappelijke naam van de soort is voor het eerst geldig gepubliceerd in 1991 door Chan & Yu.